# Bruce Voeller
Bruce Voeller (Minneapolis, 12 maggio 1935 – 2 marzo 1994) è stato un biologo e ricercatore statunitense.
Bruce Voeller è ricordato per aver coniato il termine AIDS. 
Attivista omosessuale, Voller fu cofondatore della National Gay Task Force, di cui fu presidente per cinque anni.
Fondò anche la Mariposa Foundation per condurre ricerche di sessuologia, tenendo in considerazione particolare i rischi delle malattie a trasmissione sessuale, che erano in forte aumento all'interno della  comunità gay statunitense.
Nel 1981 il CDC degli Stati Uniti propose, per indicare la nuova sindrome che era stata riscontrata soprattutto fra persone appartenenti alla comunità gay, il termine GRID dalle iniziali di Gay Related Immune Disorder, in italiano: squilibrio immunitario correlato ai gay.
Le associazioni omosessuali si opposero con  forza alla denominazione, considerandola discriminatoria e non veritiera.
Voeller propose allora l'acronimo "AIDS" (dalle iniziali inglesi di "Sindrome di immunodeficienza acquisita"), che nel 1982 divenne il nome ufficiale della malattia.
Fu tra i pionieri ad usare il nonoxynol-9 come spermicida e topico nella prevenzione del virus e a condurre studi sul condom femminile.
Nel 1994 Voeller morì di Aids.